# Abu l-Abbas an-Nabati
Abu l-Abbas an-Nabati (Ibn ar-Rumiya oder al-ʿAschschāb; arabisch أبو العباس النباتي, DMG Abū l-ʿAbbās an-Nabātī; * 1165 in Sevilla; † 1239 ebenda) war ein andalusischer Mediziner, Pharmazeut, Botaniker und Theologe. Sein Verdienst ist die Einführung wissenschaftlicher Methoden auf dem Gebiet der Materia medica, indem er Praktiken zur Bestimmung heilender Kräuter und Pflanzen entwickelte, die auf dem Feld der Pharmaforschung neue Maßstäbe setzten. Den Namen an-Nabati („der Botaniker“), unter dem er am besten bekannt ist und der der latinisierten Form (Transliteration) zugrunde liegt, verdiente er sich im Kontext zu seinen Forschungen.

## Herkunft
Da es bei arabischen Namen meist nicht ganz leicht ist zu bestimmen, was die šuhra war, also der Namensbestandteil, unter welchem die betreffende Person bekannt ist, war der Geburtsname an-Nabatis trotz der verschiedenen Interpretationen mit Ahmad bin Muhammad bin Mufarridsch bin Abdullah wohl der richtige. An-Nabati war ein Nachkomme eines freigelassenen Sklaven und sein gelegentlich benutzter Name Ibn ar-Rumiyya oder Sohn einer rhomäischen Frau, war während des byzantinischen Zeitalters Griechenlands kulturell  bedingt nicht außergewöhnlich.
Als Theologe zunächst ein Sympathisant der Malikiten-Schule des sunnitischen Islam, wechselte er später als fanatischer Anhänger den Lehren Ibn Hazms zu den Zahiriten.

## Leben und Wirken
An-Nabatis Interessen lagen auf dem Gebiet der Medizin und so widmete er sich in jungen Jahren, im Gegensatz zu seinen Zeitgenossen,  dem praktischen Studium der Heilkunde, während seine Studienkollegen mehr Wert auf das Studium der Theorie der Materia medica Dioskurides' legten. Nach eingehenden Feldstudien in seiner Heimat al-Andalus und der damit einhergehenden Botanisierung reiste Nabati auf dem Weg nach Mekka durch Nordafrika mit einem etwas längeren Aufenthalt in Alexandria, in die Levante und den Irak, womit er das kanonische Gebot des Pilgerns mit seinen wissenschaftlichen Interessen verband, indem er sich mit dem Studium der Pflanzen befasste, die auf der Iberischen Halbinsel unbekannt waren.
Zurück in Sevilla eröffnete er eine Apotheke und schrieb zunächst ein Buch über die Erlebnisse auf seiner Reise mit dem Titel ar-Rihla (Die Reise), dessen Original leider verschollen ist. Lediglich aus den Fragmenten, die in Schriften anderer Autoren als Textstellen aus diesem Buch zitiert worden sind, blieb der Nachwelt noch ein ungefährer Inhalt des Buches erhalten. Ein besonderes Verdienst gebührt dabei Abu Muhammad ibn al-Baitar, einem Schüler an-Nabatis, der es später selbst zu Ruhm brachte. Das Werk al-Dschāmiʿ li-mufradāt al-adwiyya wa l-aghdhiyya, in dem al-Baitar die von an-Nabati genannten mehr als hundert Pflanzen Spaniens von rein botanischem Charakter beschrieb, reihte beide zu den großen Persönlichkeiten der arabischen Botanik ein. Eine weitere bedeutende Schrift an-Nabatis war ein Kommentar zu dem berühmten Materia medica von Dioskurides, in dem er sich kritisch damit auseinandersetzte. In den wissenschaftlichen Kreisen, der Arabistik, ist man sich nicht einig, ob der Kommentar auch verloren gegangen ist oder ein entsprechendes anonymes Exemplar doch von an-Nabati stammt. Mit Maqala fi tarkib al-adwiyya schreibt ihm Ibn Abī Usaibiʿa ein weiteres Werk zu.

## Nachweise
1. ↑  „The History of the Mohammedan Dynasties in Spain“, taken from al-Maqqarī’s Nafhut Tibb min Ghusn al-Andalus al-Ratib wa Tarikh Lisan ad-Din Ibn al-Khatib. Translated by Pascual de Gayangos y Arce from copies in the British Museum, vol. 1, pg. 871. London: The Orientalist Translation Fund of Great Britain and Ireland. Sold by W. H. Allen Ltd and M. Duprat.
2. ↑  „Tradition and Perspectives of Diabetes Treatment in Greco-Arab and Islamic Medicine.“ Taken from Bioactive Food As Dietary Interventions for Diabetes, pg. 321. Eds. Ronald Ross Watson and Victor Preedy. Academic Press, 2012. ISBN 978-0-12-397153-1
3. 1 2 3 4 5 6  Garcia Sanchez: Nabati, Ibn al-Rumiyya Abu l-'Abbas al-Nabati, Lexikon der bedeutenden Naturwissenschaftler, 2007, Band 3; Elsevier GmbH, München; S. 56-57; ISBN 3-8274-1883-6
4. ↑  Toufic Fahd, "Botany and agriculture." Taken from Encyclopedia of the History of Arabic Science, Volume 3: Technology, Alchemy and Life Sciences, pg. 819. Ed. Roshdi Rasheed. London: Routledge, 1996. ISBN 0-415-12412-3
5. 1 2  „Ibn al-Rumiyya.“ Taken from the Encyclopaedia of Islam, fascicules 5-6, pg. 396. Eds. Clifford Edmund Bosworth, Bernard Lewis and Charles Pellat. Leiden: Brill, 1982. ISBN 978-90-04-06116-3
6. ↑  Ignác Goldziher, The Zahiris: Their Doctrine and Their History, Brill Classics in Islam Volume 3, pg. 171. Brill Publishers: Boston, 2008
7. ↑  Salahuddin Khuda Bukhsh, Studies: Indian and Islamic, pg. 180. London: Routledge, 2001.
8. 1 2  K.H. Batanouny, Wild Medicinal Plants in Egypt: An Inventory to Support Conservation and Sustainable Use, pg. 8. In collaboration with S Abou Tabl, M. Shabana and F. Soliman and support of the Direktion für Entwicklung und Zusammenarbeit, Bern. Academy of Scientific Research and Technology (Egypt), IUCN. Kairo: January 30th, 1999.
9. ↑  Emilia Calvo, "Ibn al-Baytar." Taken from the Encyclopaedia of the History of Science, Technology, and Medicine in Non-western Cultures, pg. 404. Ed. H. Selin. New York City: Springer Publishing, 1997. ISBN 978-0-7923-4066-9
10. ↑  The Book of Medicinal and Nutritional Terms at the World Digital Library. Last updated: March 16, 2012. Accessed June 3, 2013.
11. ↑  Martijn Theodoor Houtsma, Encyclopaedia of Islam, vol. 5, pg. 527. Leiden: Brill, 1993

| Personendaten    | Personendaten                                                                            |
| ---------------- | ---------------------------------------------------------------------------------------- |
| NAME             | Nabati, Abu l-Abbas an-                                                                  |
| ALTERNATIVNAMEN  | Ahmad bin Muhammad bin Mufarrij bin Abdillah; كمال‌الدين فارسی (arabisch); Ibn ar-Rumiyya |
| KURZBESCHREIBUNG | andalusischer Mediziner, Pharmazeut, Botaniker und Theologe                              |
| GEBURTSDATUM     | 1165                                                                                     |
| GEBURTSORT       | Sevilla                                                                                  |
| STERBEDATUM      | 1239                                                                                     |
| STERBEORT        | Sevilla                                                                                  |